# Karina Szymańska
Karina Szymańska (Karina Szymańska-Wiśniewska; * 16. Januar 1975) ist eine polnische Marathonläuferin.
1998 gewann sie den Warschau-Marathon. Im Jahr darauf wurde sie Vierte beim Rom-Marathon und siegte beim Regensburg-Marathon. Sie hält die Streckenrekorde beim Wachau-Marathon, den sie von 2000 bis 2002 dreimal in Folge gewann, beim Südtirol-Marathon, wo sie 2000 und 2001 siegte, und beim Steinfurt-Marathon, den sie 2003 gewann.
Weitere Siege gelangen ihr beim H. C. Andersen Marathon (Odense, Dänemark) 2002 mit ihrer Bestzeit von 2:33:20 und bei der Premiere des Zürich-Marathons 2003.